# Haloperidol
O haloperidol é um fármaco utilizado pelo corpo de saúde como antipsicótico típico, pertencente ao grupo das butirofenonas. Pode ser utilizado também para evitar enjoos e vômitos, para o controle de agitação, agressividade, estados maníacos, psicose esteroidea e para tratar a síndrome de Tourette.
Foi desenvolvido em 1957 pela companhia belga Janssen Farmacêutica e submetido ao primeiro teste clínico na Bélgica no mesmo ano. Foi aprovado para uso pelo Food and Drug Administration em 12 de abril de 1967.

## Mecanismo de ação
O haloperidol tem como mecanismo de ação o bloqueio seletivo do sistema nervoso central, atingindo por competição os receptores dopaminérgicos pós-sinápticos. É, portanto, um bloqueador do receptor D2 da dopamina. O aumento da troca de dopaminas no cérebro produz o efeito antipsicótico. O pró-fármaco decanoato de haloperidol, libera lentamente o haloperidol de seu veículo. Em consequência do bloqueio dos receptores de dopamina ocorrem efeitos motores extrapiramidais no paciente.

## Contra-indicações
Não deve ser administrado em pacientes com Doença de Parkinson, depressão do SNC grave ou tóxica. Na gravidez deve ser evitado nos três primeiros meses. Em epiléticos, o uso deve ser controlado.

## Reações adversas
O fármaco produz intensos efeitos extrapiramidais, tais como mal-estar agudo, contrações involuntárias, tremor das pernas e rigidez nos músculos. Em pacientes geriátricos, além destes efeitos, pode ocorrer hipotensão ortostática. Também está associado à arritmia cardíaca e maior incidência de morte súbita. Pode ocasionar síndrome neuroléptica maligna.

## Interações
A utilização do medicamento potencializa o efeito de bebidas ou medicamentos à base de álcool, assim pode ocorrer hipotensão exagerada. Com a metildopa, produz reações mentais indesejadas. A levodopa tem seus efeitos reduzidos em uso conjunto. O fármaco também aumenta as concentrações séricas de prolactina produzida pela glândula pituitária anterior.